# Bill Burr
William Frederic Burr (Canton, Massachusetts, 10 de junio de 1968), conocido como Bill Burr, es un comediante, productor, guionista y actor estadounidense. Es conocido por sus especiales de stand-up y por conducir Bill Burr's Monday Morning Podcast. Como actor interpretó a Patrick Kuby en la serie Breaking Bad y protagonizó la sitcom animada F is for Family. En 2017 la Rolling Stone lo colocó en el número diecisiete de los cincuenta mejores comediantes en vivo de todos los tiempos.

## Primeros años
Burr nació en Canton, Massachusetts, hijo de padres de clase media de ascendencia alemana e irlandesa. Su padre es dentista. Burr obtuvo un título de grado en radio en el Emerson College en 1993. Antes de empezar su carrera como comediante, trabajó en almacenes; Burr comentó: "si mi jefe se ponía agresivo podía subirme a una carretilla elevadora e irme".

## Carrera

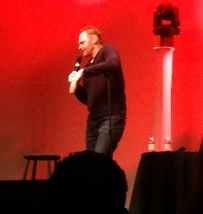
Burr actuando en la gira Anti Social Comedy en The Borgata de Atlantic City en enero de 2011

Su carrera comenzó en 1992. En 1995 se mudó a la ciudad de Nueva York.
Desde mayo de 2007, Burr ha grabado un podcast semanal de una hora, Bill Burr's Monday Morning Podcast, en donde habla sobre experiencias pasadas y presentes, sus giras, deportes, y da consejos y respuestas a preguntas de sus oyentes. El podcast está disponible en su sitio web y en la cadena All Things Comedy. A veces lo acompaña su esposa, Nia Hill, y también ha tenido invitados y ha entrevistado a otros comediantes.
Además ha participado como invitado en programas de radio y podcasts de otros humoristas, como Opie and Anthony, You Made It Weird with Pete Holmes, The Adam Carolla Show, The Joe Rogan Experience, WTF with Marc Maron, The Nerdist Podcast y Nobody Likes Onions. Fue el primer invitado en el podcast de Tom Green. En 2011 condujo como invitado el podcast Hollywood Babble-On junto a Ralph Garman.
En 2008, prestó su voz para el videojuego Grand Theft Auto IV. En el juego, Burr hace de Jason Michaels de la banda de motociclistas The Lost MC en la misión "No Love Lost". En 2009, repitió su rol en la expansión The Lost and Damned.
Su show Let it Go fue grabado en The Fillmore en San Francisco y fue estrenado en Comedy Central en septiembre de 2010. Otro show, You People Are All The Same, fue estrenado en 2012 como exclusividad de Netflix. Burr ha sido descrito como "comediante de comediantes" por seguidores del circuito de comedia stand-up estadounidense, refiriéndose a un comediante que es seguido y apreciado por otros profesionales de la comedia.
En el cine, Burr trabajó en la comedia Date Night interpretando al Detective Walsh, y en la película "buddy cop" The Heat interpretando a Mark Mullins. También actuó en la cuarta y quinta temporada de la serie de AMC Breaking Bad personificando a Patrick Kuby.
Es el protagonista de la serie F Is for Family, estrenada en diciembre de 2015 en Netflix. La sitcom animada está construida en torno al humor de Burr y lo absurdo de la corrección política. Burr es el escritor y productor ejecutivo de la serie junto a Michael Price.

## Estilo
La revista Rolling Stone llamó a Burr "el indiscutido campeón de peso pesado en humor alimentado por la ira". A menudo Burr se describe a sí mismo como "el tipo ruidoso del bar" con "lógica desinformada". En una entrevista para The Boston Globe comentó: "Soy el 'dude-bro'". Según Montreal Gazette, "Burr es un cínico e inconformista que nunca le prestó atención a la corrección política". En 2013 The New York Times escribió que Burr "ha sido una de las personas más graciosas y distintivas del país durante años".

## Vida privada
Burr se casó con la productora y guionista Nia Renee Hill en 2013. Hill ha participado en algunas ocasiones como invitada en el podcast de Burr. Viven en Los Ángeles, California.
Es un entusiasta de la batería y a menudo toca junto a Goddamn Comedy Jam.

## Discografía
- Emotionally Unavailable (2003) [CD]
- Emotionally Unavailable: Expanded Edition (2007) [CD]
- Why Do I Do This? (2008) [CD/DVD/Netflix]
- Let It Go (2010) [CD/DVD/Netflix]
- You People Are All The Same (2012) [Netflix]
- Live at Andrew's House (2014) [edición limitada en vinilo]
- I'm Sorry You Feel That Way (2014) [Netflix]
- Walk Your Way Out (2017) [Netflix]
- Paper Tiger (2019) [Netflix]
- Live From Madison Square Garden (2021) [vinilo]
- Friends Who Kill (2022) [Netflix]
- Live at Red Rocks (2022) [Netflix]

## Filmografía
| Año     | Título                                   | Crédito | Crédito   | Crédito   | Notas                                               |
| Año     | Título                                   | Actor   | Guionista | Productor | Notas                                               |
| ------- | ---------------------------------------- | ------- | --------- | --------- | --------------------------------------------------- |
| 1996    | Townies                                  | Sí      |           |           | 15 episodios; papel: Ryan Callahan                  |
| 1998    | Two Guys and a Girl                      | Sí      |           |           | 1 episodio; papel: Fitzey                           |
| 2001    | Perfect Fit                              | Sí      |           |           | Papel: Doorman                                      |
| 2002    | Passionada                               | Sí      |           |           | Papel: Blackjack Player                             |
| 2002    | Law & Order: Criminal Intent             | Sí      |           |           | Episodio: "Maledictus"; papel: Jogger               |
| 2004    | Chappelle's Show                         | Sí      |           |           | 3 episodios; papel: varios                          |
| 2005    | One Night Stand                          |         | Sí        |           | 1 episodio; papel: él mismo                         |
| 2006    | Jamie Foxx Presents Laffapalooza         |         | Sí        |           | 1 episodio                                          |
| 2007    | Twisted Fortune                          | Sí      |           |           | 3 episodios; papel: varios                          |
| 2007    | Playing Chicken                          | Sí      |           |           | Papel: Tim                                          |
| 2008    | Grand Theft Auto IV                      | Sí      |           |           | Videojuego; papel: Jason Michaels (voz)             |
| 2008    | Why Do I Do This?                        |         | Sí        | Sí        | Show de stand-up                                    |
| 2009    | Grand Theft Auto IV: The Lost and Damned | Sí      |           |           | Videojuego; papel: Jason Michaels (voz)             |
| 2010    | Date Night                               | Sí      |           |           | Papel: Detective Walsh                              |
| 2010    | Let It Go                                |         | Sí        | Sí        | Show de stand-up                                    |
| 2011    | Cheat                                    | Sí      | Sí        | Sí        | Papel: DBilly                                       |
| 2011–13 | Breaking Bad                             | Sí      |           |           | 5 episodios; papel: Kuby                            |
| 2012    | Stand Up Guys                            | Sí      |           |           | Papel: Larry                                        |
| 2012    | You People Are All the Same.             |         | Sí        | Sí        | Show de stand-up special                            |
| 2013    | The Heat                                 | Sí      |           |           | Papel: Mark Mullins                                 |
| 2013-16 | New Girl                                 | Sí      |           |           | 2 episodios; papel: Bobby                           |
| 2014    | Walk of Shame                            | Sí      |           |           | Papel: Officer Walter                               |
| 2014    | Maron                                    | Sí      |           |           | Episodio: "The Joke"; papel: él mismo               |
| 2014    | Zombeavers                               | Sí      |           |           | Papel: Joseph                                       |
| 2014    | Comedians in Cars Getting Coffee         |         |           |           | Episodio: "Smoking Past the Band "; papel: él mismo |
| 2014    | I'm Sorry You Feel That Way              |         | Sí        | Sí        | Show de stand-up                                    |
| 2014    | Black or White                           | Sí      |           |           | Papel: Rick Reynolds                                |
| 2014–15 | Kroll Show                               | Sí      |           |           | 6 episodios; papel: Detective Smart                 |
| 2015    | The Jim Gaffigan Show                    | Sí      |           |           | Episodio: "My Friend the Priest"'; papel: él mismo  |
| 2015    | Daddy's Home                             | Sí      |           |           | Papel: Jerry                                        |
| 2015    | F Is for Family                          | Sí      | Sí        | Sí        | Papel: Frank Murphy (voz); Cocreador                |
| 2019-20 | The Mandalorian                          | Sí      |           |           | 2 episodios; papel: Migs Mayfeld                    |
| 2021    | Immoral Compass                          | Sí      |           | Sí        | Papel: Rick                                         |
| 2023    | Papás a la antigua                       | Sí      | Sí        | Sí        | Papel: Jack Kelly                                   |
| 2023    | Leo                                      | Sí      |           |           | Papel: Squirtle                                     |
| 2024    | Unfrosted                                | Sí      |           |           | Papel: JFK                                          |